# Battlefield Heroes
Battlefield Héroes fue un videojuego de acción con gráficos con características de dibujos animados de la serie Battlefield, desarrollado por EA Digital Illusions CE y lanzado el 25 de junio de 2009. Fue el primer juego en la saga lanzado bajo el nuevo modelo de Electronic Arts, «Juega Gratis» (en inglés: Play 4 Free), que está centrado económicamente en microtransacciones. También se implementó un sistema para poder enfrentarse con jugadores del mismo nivel y de esta forma experimentar un juego más equilibrado.
El 2 de abril de 2009, EA envió 50.000 claves de juego a usuarios registrados para la beta y el 8 de marzo de 2011, EA anunció que el juego había superado los siete millones de usuarios registrados.
A fecha de 12 de enero de 2012, el juego consiguió superar los 10 millones de usuarios registrados.
El 15 de abril de 2015 EA anunció el cierre de los servidores del juego para el 14 de julio de 2015, así como para otros títulos gratuitos antiguos. El juego cerró en la fecha prevista.

## Jugabilidad
Battlefield Heroes tenía un modo «conquista» modificado dando a cada equipo 50 puntos y una bandera al comienzo de la ronda. Matar enemigos restaba puntos al equipo contrario y mantener más banderas que el equipo rival multiplicaba los puntos. Era posible ganar por tener más banderas que el rival y matar más enemigos, siendo importante también la puntería para mantener a los jugadores del mismo nivel juntos. Los jugadores de cada nivel jugaban con otros jugadores de hasta unos pocos niveles más que ellos. Los dos ejércitos se denominaban «Ejército Nacional» (con bandera roja) y «Ejército Real» (con bandera azul). El juego era solamente en tercera persona. El tiempo de regeneración era de cinco segundos (bastante corto comparado con los otros Battlefields anteriores), permitiendo menos espera y más acción. Los jugadores no elegían los puntos de regeneración dado que el juego tenía un «Sistema de Regeneración Inteligente» poniendo a los jugadores lo más cerca posible de la batalla más próxima. Existieron ocho mapas en total, a saber: Buccaner Bay, Coastal Clash, Seaside Skirmish, Victory Village, Riverside Rush, Sunset Showdown, Midnight Mayhem Alpine Assault y Wake Island. Desde enero de 2010 se habilitaron los mapas anteriores en modo nocturno.

## Personajes
Cada cuenta podía tener un máximo de tres personajes (soldado, artillero o comando) para que los jugadores pudieran jugar con diferentes clases y facciones. Cada personaje contaba con habilidades distintas que el jugador puedía aprovechar para cada tipo de batalla.

### Soldado
El soldado era la clase genérica —Balanceado entre velocidad y armamento. Algunas de sus habilidades eran: Disparos incendiarios, «Plus Enérgico» (que curaba a unidades aliadas cercanas) y lanzamiento de granadas múltiples. El soldado era capaz de localizar posiciones enemigas con una habilidad especial llamada «Sexto Sentido». Esta habilidad determinaba la posición del enemigo aunque estuviera detrás de una pared y también tenía la capacidad de lanzar lejos del personaje a los enemigos cercanos con la habilidad blasting strike, así como lanzar varias granadas con la habilidad granade spam.

### Artillero
El artillero era el más lento de todas las clases, pero tenía las armas más pesadas. El artillero podía usar armas antitanque (lanzacohetes), una ametralladora pesada y escopetas. Una de sus habilidades era la alta velocidad, así como absorber granadas enemigas y recuperar vida. También podía lanzar un barril lleno de dinamita disminuyendo la velocidad de los enemigos, la «defensa de héroe» que absorbía temporalmente la mayoría del daño y, finalmente, una habilidad llamada Frenzy Fire, que aumentaba la precisión de la ametralladora y además recuperaba un porcentaje de vida cada cuatro disparos certeros.

### Comando
El comando era la clase más rápida y sigilosa del juego. Constaba de un rifle de francotirador y unos cuchillos. Poseía menos vida que el resto de clases y poseía habilidades de sigilo como invisibilidad y otras como supe velocidad.

## Habilidades
Las habilidades eran poderes especiales que cada jugador elegía mientras avanzaba niveles, específicamente de dos en dos. Cada dos niveles se obtenía un «HP» o «Hero Point» que se usaba para comprar o mejorar habilidades.
Las habilidades se dividían en secciones:
Soldado
- Balas incendiarias. Habilidad que permitía que las balas disparadas por la SMG quemaran a los soldados enemigos y les provocaba daño por segundo.
- Medicina de combate. Habilidad que curaba al soldado y a los compañeros cercanos.
- Granadas a discreción. Habilidad que hacía que el soldado lanzara varias granadas a la vez.
- Sexto sentido. Habilidad que permitía al soldado ver a todos sus enemigos a través de rocas y paredes de forma temporal.
- Ataque explosivo. Habilidad que lanzaba por los aires a los enemigos cercanos.

Artillero
- Barril explosivo. Habilidad con la cual se lanzaba un barril que bajaba una buena cantidad de vida y relentizaba al enemigo.
- Escudo heroico. Habilidad que envolvía al héroe y a sus aliados cercanos en varios escudos y absorbía una considerable cantidad de vida.
- Pies en polvorosa. Habilidad que aumentaba la velocidad del héroe y de sus aliados cercanos.
- Fuego frenético. Habilidad que, una vez activada, permitía más posibilidades de hacer impacto y además otorgaba una determinada cantidad de vida por cada cuatro impactos certeros.
- Comegranadas. Habilidad que daba al héroe el poder de comer todo tipo de explosivos, incluyendo balas de avión, y al consumirlas recuperaba una determinada cantidad de vida.

Comando
- Disparo perforante. Habilidad con la cual aumenta la cantidad de daño que el objetivo recibía.
- Cuchillo envenenado. Esta habilidad envenenaba el cuchillo de su portador y, además del daño de impacto, lo dejaba envenado temporalmente.
- Elixir. Aumentaba considerablemente la velocidad y dejaba humo cada vez que avanzaba.
- Sigilo. Habilidad la cual hacía invisible al personaje.
- Marcar objetivo. Habilidad que marcaba a uno o varios enemigos y permitía que fueran visibles a través de las paredes.

## Sistema de archivamiento
El archivamiento funcionaba por medio de un sistema de niveles permitiendo a los jugadores elegir un nivel no completado y desbloquearlo completando correctamente una misión. El nivel del jugador aumentaba mientras se jugaba y se completaban misiones; cuantos más puntos se tuvieran más accesorios como ropa y armas se podrían comprar.
El nivel máximo de este juego era 30, pero no terminaba ahí, al llegar al nivel 10 se conseguía el primer rango de prestigio, estos eran:
- Private
- Specialist
- Corporal
- Sergeant
- Lieutenant
- Captain
- Major
- LT.Colonel
- Colonel
- Brigadier General
- Major General
- LT.General
- General

## Vehículos
El juego empezó con cinco clases de vehículos por bando: jeeps, tanques, aviones, helicópteros y antiaéreos (este último es de posición fija). Los vehículos estaban basados en vehículos de la vida real, incluyendo el clásico tanque americano M4 Sherman, el Jeep americano Willys MB, un Panzer IV alemán, un Kübelwagen alemán, un caza británico Supermarine Spitfire, y un caza alemán Messerschmitt Bf 109. Los jugadores también podían subirse a las alas de los aviones y disparar sus armas desde ahí al igual que el helicóptero. En una de sus actualizaciones, en la que se añadió un nuevo mapa, Inland Invasion, se agregó un nuevo vehículo: el barco, que podía llevar únicamente a tres pasajeros y no tenía métodos de defensa.

## Personalización
Los diseñadores permitieron a los usuarios cambiar el aspecto de los personajes además de sus habilidades en el juego. Cuando un usuario creaba un personaje, se le permitía seleccionarle a su héroe un nombre, facción, clase, color de piel, pelo y vello facial. El juego también daba opciones de vestimenta en diez áreas diferentes, para hacer a cada personaje único. Las opciones de vestimenta también se verían afectadas por la clase elegida, el Soldado por ejemplo tenía chaquetas largas, pantalones semi-largos y cascos livianos; el Comando tenía mangas arremangadas, chaquetas cortas y pantalones largos y apretados; el Artillero, por su parte, tenía chaquetas grandes, pantalones gruesos y cascos pesados. Además, dependiendo de alguna fecha o festividad especial, se podía complementar la apariencia con prendas temáticas.

## Recepción
El 8 de marzo de 2011, EA anunció que el juego había llegado a siete millones de usuarios registrados. El 12 de enero de 2012, el sitio anunció que había llegado a 10 millones de usuarios registrados.

## Cierre
El 15 de abril de 2015, Easy Studios anunció que el 14 de julio de 2015 cerraría Battlefield Heroes y apagarían todos los servicios para el juego. Battlefield Play4Free, Need for Speed: World y FIFA World cerrarían el mismo día. La decisión no se revirtió y el juego cerró en la fecha prevista.